# Discografia de Elvis Presley
A discografia oficial de Elvis Presley começa em 19 de julho de 1954, com o lançamento de seu primeiro single comercial, e seu primeiro álbum homônimo (1956), pela RCA e termina em fevereiro de 1978, pouco tempo após sua morte.
A Associação da Indústria Fonográfica da América (RIAA) começou a rastrear as vendas de Elvis Presley em 1958, já que ele não havia recebido a primeira certificação de ouro até aquele ano. Em agosto de 1992, ele havia recebido 110 certificações de ouro, platina e multi-platina, em álbuns e singles, a maior quantidade de discos de ouro e platina da história. De acordo com os dados mais recentes do site da RIAA, Elvis tem um total de 117 discos de ouro, 67 de platina e 27 de multi-platina certificados pela organização.
Ainda segundo a RIAA, em um levantamento realizado em 2011, ele vendeu mais de 146,5 milhões de unidades de álbuns somente nos Estados Unidos, fazendo dele o artista solo mais vendido de todos os tempos no mundo, e o segundo, se forem incluídas neste ranking as bandas. Nos EUA, ele está na segunda posição geral como artista solo, atrás apenas de Garth Brooks. Se incluírem as bandas, ele fica em terceiro, atrás também dos Beatles.

## LPs e EPs

### Anos 50
- Elvis Presley (1956)
- Elvis (1956)
- Love Me Tender (1956)
- Peace In The Valley (1957)
- Loving You (1957)
- Jailhouse Rock (1957)
- Elvis' Christmas Album (1957)
- King Creole (1958)

### Anos 60
- Elvis is Back! (1960)
- G.I. Blues (1960)
- His Hand in Mine (1960)
- Something for Everybody (1961)
- Blue Hawaii (1961)
- Follow That Dream (1962)
- Pot Luck (1962)
- Kid Galahad (1962)
- Girls! Girls! Girls! (1962)
- It Happened at the World's Fair (1963)
- Fun in Acapulco (1963)
- Kissin' Cousins (1964)
- Viva Las Vegas (1964)
- Roustabout (1964)
- Girl Happy (1965)
- Tickle Me (1965)
- Elvis For Everyone (1965)
- Harum Scarum (1965)
- Frankie and Johnny (1966)
- Paradise, Hawaiian Style (1966)
- Spinout (1966)
- How Great Thou Art (1967)
- Easy Come, Easy Go (1967)
- Double Trouble (1967)
- Clambake (1967)
- Speedway (1968)
- Elvis Sings Flaming Star (1968)
- Elvis NBC TV Special (1968)
- From Elvis in Memphis (1969)
- From Memphis To Vegas/From Vegas To Memphis (1969)

### Anos 70
- Let's Be Friends (1970)
- On Stage (1970)
- Almost In Love (1970)
- Elvis: That's The Way It Is (1970)
- Elvis Country (1971)
- Love Letters from Elvis (1971)
- Elvis Sings the Wonderful World of Christmas (1971)
- Elvis Now (1972)
- He Touched Me (1972)
- Elvis as Recorded at Madison Square Garden (1972)
- Aloha from Hawaii (1973)
- Elvis (1973)
- Raised on Rock (1973)
- Good Times (1974)
- Elvis as Recorded Live on Stage in Memphis (1974)
- Promised Land (1975)
- Elvis Today (1975)
- The Sun Sessions (1976)
- From Elvis Presley Boulevard (1976)
- Moody Blue (1977)
- Elvis in Concert (1977)

## Singles

### Sun Records
1954.
- That´s All Right Mama/Blue Moon Of Kentucky
- Good Rockin Tonight/I Don't Care If The Sun Don't Shine

1955.
- Milkcow Blues Boogie/You´re A Heartbreak
- Baby, Let´s Play House/I´m Left, You´re Right, She´s Gone
- I Forgot To Remember To Forget/Mystery Train

### RCA Victor.
1956
- - 78 Rpm e Compactos Simples.:
- Heartbreak Hotel /I Was The One
- Blue Suede Shoes/Tutti Frutti
- I Want You, I Need You, I Love You/My Baby Left Me
- Hound Dog/Don’t Be Cruel
- I’m Counting On You/I Got A Woman
- I’ll Never Let You Go/I’m Gonna Sit Right Down And Cry
- Trying To Get To You/I Love You Because
- Blue Moon/Just Because
- Money Honey/One Sided Love Affair
- Shake Rattle And Roll/Lawdy Miss Clawdy
- Love Me Tender/Any Way You Want Me

1957
- - 78 Rpm e Compactos Simples.:
- Too Much/Playing For Keeps
- All Shook Up/That’s When Your Heartbreak Begins
- Teddy Bear/Loving You
- Jailhouse Rock/Treat Me Nice
- Don’t/I Beg Of You

1958
- Where My Ring Around Your Neck/Doncha Think It's Time
- Hard Headed Woman/Don’t Ask Me Why
- One Night/I Got Stung

1959
- A Fool Such As I/I Need Your Love Tonight
- A Big Hunk O’ Love/My Wish Came True

1960
- Stuck On You/Fame And Fortune
- It's Now Or Never/A Mess Of Blues
- Are You Lonesome Tonight/I Gotta Know

1961
- Surrender/Lonely Man
- I Feel So Bad/Wild In The Country
- Little Sister/His Latest Flame
- Can´t Help Falling In Love/Rock A Hula Baby

1962
- Good Luck Charm/Anything That’s Part Of You
- She’s Not You/Just Tell Her Jim Said Hello
- Return To Sender/Where Do You Come From?

1963
- One Broken Heart For Sale/They Remind Me Too Much Of You
- Devil In Disguise/Please Don’t Drag That String Around
- Bossa Nova Baby/Witchcraft
- Kiss Me Quick/Suspicion

1964
- Kissin Cousins/It Hurts Me
- Viva Las Vegas/What’d I Say
- Such A Night/Never Ending
- Ain’t That Loving You Baby/Ask Me
- Blue Christmas/Wooden Heart

1965
- Do The Clam/You’ll Be Gone
- Crying In The Chapel/I Believe In The Man In The Sky
- Easy Question/It Feels So Right
- I’m Yours/Long Lonely Highway
- Puppet On A String/Wooden Heart
- Blue Christmas/Santa Claus Is Back In Town

1966
- Tell Me Why/Blue River
- Joshua Fit The Battle/Know Only To Him
- Milky White Way/Swing Down Sweet Chariot
- Frankie And Johnny/Please Don't Stop Loving Me
- Love Letters/Come What May
- Spinout/All That I Am
- If Every Day Was Like Christmas/How Would You Like To Be?

1967
- Indescribably Blue/Fools Fall In Love
- Long Legged Woman/That’s Someone You Never Forget
- There’s Always Me/Judy
- Big Boss Man/You Don’t Know Me

1968
- Guitar Man/High Heel Sneakers
- US Male/Stay Away Joe
- You’ll Never Walk Alone/We Call On Him
- Let Yourself Go/Your Time Hasn’t Come Yet Baby
- A Little Less Conversation/Almost In Love
- If I Can Dream/Edge Of Reality

1969
- Memories/Charro
- How Great Thou Art/His Hand In Mine
- In The Ghetto/Any Day Now
- Clean Up Your Own Back Yard/The Fair Is Moving On
- Suspicious Minds/You’ll Think Of Me
- Don’t Cry Daddy/Rubberneckin

1970
- Kentucky Rain/My Little Friend
- The Wonder Of You/Mama Liked The Roses
- I’ve Lost You/The Next Step Is Love
- You Don’t Have To Say You Love Me/Patch It Up
- I Really Don’t Want To Know/There Goes My Everything

1971
- Rags To Riches/Where Did They Go Lord
- Life/Only Believe
- I’m Leaving/Heart Of Rome
- It’s Only Love/The Sound Of Your Cry
- Merry Christmas Baby/O Come All Ye Faithful

1972
- Until It's Time For You To Go/We Can Make The Morning
- Bosom Of Abraham/He Touched Me
- An American Trilogy/The First Time Ever I Saw Your Face
- Burning Love/It’s A Matter Of Time
- Separate Ways/Always On My Mind

1973
- Steamroller Blues/Fool
- Raised On Rock/For Old Times Sake

1974
- I’ve Got A Thing About You Baby/Take Good Care Of Her
- If You Talk In Your Sleep/Help Me
- Promised Land/It’s Midnight

1975
- My Boy/Thinking About You
- T-R-O-U-B-L-E/Mr. Songman
- Bringing It Back/Pieces Of My Life

1976
- Hurt/For The Heart
- Moody Blue/She Thinks I Still Care

1977
- Way Down/Pledging My Love
- My Way/America The Beautiful

## Coletâneas
- Elvis Golden Records Vol. 1 (1958)
- For Lp Fans Only (1959)
- A Date With Elvis (1959)
- Elvis Golden Records Vol. 2 (1959)
- Elvis Golden Records Vol. 3 (1963)
- Elvis Golden Records Vol. 4 (1968)
- Elvis: Worldwide 50 Gold Award Hits Vol. 1 (1970)
- You'll Never Walk Alone (1971)
- C'Mon Everybody (1971)
- The Other Sides-Elvis Worldwide Gold Award Hits Vol 2 (1971)
- I Got Lucky (1971)
- Elvis sings Hits From His Movies (1972)
- Burning Love And Hits From His Movies (1972)
- Separate Ways (1972)
- A Legendary Performer Vol. 1 (1973)
- Having Fun with Elvis on Stage (1974)
- Pure Gold (1975)
- Double Dynamite (1975)
- A Legendary Performer Vol 2. (1975)
- Elvis In Hollywood (1976)
- Elvis In Demand (1977)
- Welcome To My World (1977)
- He Walks Beside Me (1978)
- Elvis Sings For Children & Grown Ups (1978)
- Maholo From Elvis (1978)
- A Canadian Tribute (1978)
- Legendary Concert Performances (1978)
- A Legendary Performer Vol. 3 (1978)
- Our Memories Of Elvis (1979)
- Our Memories Of Elvis Vol. 2 (1979)
- Elvis, Scotty and Bill The First Year (1979)
- Elvis Aron Presley (1980)
- Rare Elvis (1980)
- Guitar Man (1981)
- This Is Elvis (1981)
- Elvis Love Songs (1981)
- Elvis Greatest Hits Vol. 1 (1981)
- Memories Of Christmas (1982)
- The Elvis Medley (1982)
- Double Dynamite (1982)
- I Was The One (1983)
- A Legendary Performer Vol. 4 (1983)
- Remembering Elvis (1983)
- The First Live Recordings (1984)
- The Hilibilly Cat (1984)
- Rocker (1984)
- A Golden Celebration (1984)
- Elvis Golden Records Vol.5 (1984)
- A Valentine Gift For You (1985)
- The Beginning Years (1985)
- Reconsider Baby (1985)
- Always On My Mind (1985)
- Return To The Rocker (1986)
- The Complete Sun Sessions (1987)
- The Memphis Record (1987)
- The Number One Hits (1987)
- The Top Ten Hits (1987)
- Memories Of Christmas (1987)
- Double Dynamite (1987)
- Essential Elvis - The First Movies (1988)
- Elvis Aron Presley Forever (1988)
- The Alternate Aloha (1988)
- Elvis In Nashville (1988)
- Remembering (1988)
- Elvis Presley Stereo '57 (1989)
- Elvis Gospel 1957-1971 (1989)
- Christmas Classics (1989)
- Million Dollar Quartet (1990)
- The Great Performances (1990)
- Collectors Gold (1991)
- Hits Like Never Before, Essential Elvis, Vol.3 (1991)
- Elvis Sings Leiber and Stoller (1991)
- The Lost Album (1991)
- The King Of Rock 'n' Roll, The Complete 50'S Masters (1992)
- Blue Christmas (1992)
- Elvis Double Features (Above 4 CDs In A Special Film Can) (1993)
- Double Features; Harum Scarum / Girl Happy (1993)
- Double Features; Viva Las Vegas / Roustabout (1993)
- Double Features; Kid Galahad / Girls! Girls! Girls! (1993)
- Double Features; It Happened At The World Fair / Fun In Acapulco (1993)
- The Essential 60'S Masters I (1993)
- Double Features; Frankie And Jonny / Paradise, Hawaiian Style (1994)
- Double Features; Spinout / Double Trouble (1994)
- Double Features; Kissin' Cousisns / Clambake / Stay Away, Joe (1994)
- Amazing Grace (1994)
- If Everyday Was Like Christmas (1994)
- Elvis,His Life And Music (Friedman/Fairfax Publishers) 4 CD Box Set With a Book (1994)
- The Essential Elvis (1994)
- Heart And Soul (1995)
- Double Features; Flaming Star / Wild In The Country / Follow That Dream (1995)
- Double Features; Easy ComeE Easy Go / Speedway (1995)
- Double Features; Live A Little Love A Little / Charro / The Trouble With Girls (1995)
- Command Performance, The Essential 60'S Masters II (1995)
- Walk A Mile In My Shoes, The Essential 70'S Masters (1995)
- Worldwide 50 Gold Award Hits,Vol. 1 (1996)
- The Other Sides, Worldwide Gold Award Hits, Vol. 2 (1996)
- The Top Ten Hits (1996)
- Elvis 56 (1996)
- Elvis '56 Collector (1996)
- Elvis 57 (1996)
- A Hundred Years From Now (1996)
- Great Country Songs (1996)
- Elvis 24 Karat Hits (1997)
- Elvis: An Afternoon In The Garden (1997)
- Blue Suede Shoes (Original Sound Track) (1997)
- Raw Elvis (1997)
- Platinum, A Life In Music (1997)
- Elvis' Greatest Jukebox Hits (1997)
- Elvis 20Th Anniversary Sampler (Sold Thru. Blockbuster) (1997)
- Elvis! Elvis! Elvis!, The King And His Movies (MetroBook) (1997)
- Love Songs (1998)
- Golden Celebration (1998)
- A Touch Of Platinum (2 CD Set From Platinum, A Life In Music) (1998)
- Tiger Man (1998)
- A Touch Of Platinum, Vol. 2 (2 CD Set From Platinum,A Life In Music) (1998)
- Rhythm & Country, Essential Elvis, Vol. 5 (1998)
- Memories - The'68 Comeback Special (1998)
- Blue Christmas (Special One-Song CD From Graceland For Elvis Fan Clubs) (1998)
- Rock And Roll Hall Of Fame CD (1999)
- CD Fans Only (With "CD Fans Only" Book) (1999)
- The Concert (1999)
- Sunrise (1999)
- Love Songs (1999)
- The Home Recordings (1999)
- An Afternoon In The Garden (1999)
- Suspicious Minds (1999)
- On Stage - Feb. 1971 (1999)
- Tomorrow Is A Long Time (1999)
- Artist Of The Century (1999)
- Burning Love (1999)
- It's Christmas Time (1999)
- The Hollywood Hits (1999)
- The First Noel (1999)
- Artist Of The Century (1999)
- The Collection (1999)
- He Touched Me: The Gospel Music Of Elvis Presley (1999)
- The 50 Greatest Hits (2000)
- Such a Night (2000)
- The Love Songs (2000)
- Best Artist Of The Century (2000)
- Good Rockin' Tonight (2000)
- The King Of Rock "n' Roll : Special Value Edition (2000)
- Peace In The Valley (The Complete Gospel Recordings) (2000)
- With Christmas (2000)
- The Country Collection (2000)
- It's Christmas Time (2000)
- Christmas Together (2000)
- It's Christmas Time (2000)
- Breathing Out Fire (2000)
- Elvis, Scotty And Bill The First Year (2000)
- Essential Elvis Vol. 7 (2001)
- Nearer My God To Thee (2001)
- He Is My Everything (2001)
- Blue Suede Shoes (30 CD Box Set) (2001)
- Sold Out The Las Vegas Box Set (2001)
- The All Time Rock 'N' Roll Album (2001)
- Stand By Me, The Gospel AccordIng To Elvis Vol. 1 (2001)
- 24 Carat Gold (2001)
- OpenIng Night 72 (2001)
- Stand By Me, The Gospel According To Elvis Vol. 2 (2001)
- Burning In Birmingham (2001)
- Come What Why (2001)
- The Gospel Songs (2001)
- The Very Best Of Elvis Presley (2001)
- Live In Las Vegas (2001)
- Christmas With Elvis (2001)
- Lead Me Guide Me (2001)
- It Is No Secret (2001)
- Best Of Elvis Presley (2001)
- The 50 Greatest Love Songs (2001)
- The Christmas Songs (2001)
- I'll Be Home For Christmas (2001)
- The Country Side Of Elvis (2001)
- The Very Best Of Love (2001)
- Elvis: 30 #1 Hits (2002)
- Today, Tomorrow and Forever (2002)
- Elvis Presley 55 (2002)
- Live In Las Vegas (2002)
- Elvis '56 (2003)
- Great Country Songs (2003)
- Heart And Soul (2003)
- Can't Help Falling In Love: The Hollywood Hits (2003)
- Close Up (2003)
- Christmas Peace (2003)
- 2nd to None (2003)
- Elvis Ultimate Gospel (2004)
- Elvis At Sun (2004)
- Elvis Chante Jerry Leiber & Mike Stoller (2004)
- Artist Collection (2004)
- From His Roots (2004)
- American Music Legends - Christmas Favorites (2004)
- Love Elvis (2005)
- Elvis by the Presleys (2005)
- Hitstory (2005)
- Elvis Rock (2006)
- Elvis Country (2006)
- Elvis Inspirational (2006)

## Selo FTD
FTD (Follow That Dream) - É um selo criado em 1999 pela BMG (Bertelsmann Music Group) e que fixou sua sede na Dinamarca, criado exclusivamente para os lançamentos raros de Elvis Presley, com tiragem limitada para colecionadores e fãs.
1999
- Burbank 68
- Out in Hollywood
- In a Private Moment

2000
- The Jungle Room Sessions
- Long Lonely Highway
- Tucson '76
- Too Much Monkey Business
- One Night in Vegas

2001
- 6363 Sunset
- Easter Special
- Dixieland Rocks
- The Way It Was
- Memphis Sessions
- Silver Screen Stereo
- It's Midnight

2002
- Fame and Fortune
- Spring Tours 77
- The Nashville Marathon
- Dinner at Eight
- Elvis at the International

2003
- New Year's Eve 1976
- Studio B Sessions
- Fun in Acapulco
- It Happened at the World's Fair
- Girl Happy
- Dragonheart
- Takin' Tahoe Tonight!
- Viva Las Vegas
- Harum Scarum
- Frankie and Johnny
- So High

2004
- The Impossible Dream
- Elvis as Recorded Live on Stage in Memphis
- Spinout
- Flashback
- Paradise Hawaiian Style
- Polk Salad Annie
- Double Trouble
- Closing Night
- Follow That Dream
- Kid Galahad
- Elvis on Tour - The Rehearsals

2005
- Elvis is Back
- Big Boss Man
- Rocking Across Texas
- Elvis Today
- Tickle Me
- All Shook Up
- Summer Festival

2006
- Loving You
- Southern Nights (Summer Festival)
- Something for Everybody
- Made in Memphis
- Clambake
- I Found My Thrill
- Elvis Presley - Special Edition
- Let Yourself Go - The Making Of "Elvis" - The Comeback Special
- His Hand In Mine
- Writing For The King

2007
- Unchained Melody